# 1973 Голяма награда на Испания
1973 Голяма награда на Испания е 8-о за Голямата награда на Испания и четвърти кръг от сезон 1973 във Формула 1, провежда се на 29 април 1973 година на пистата Монжуик в Барселона, Испания.

## Репортаж
Като част от сделката между двете главни испански трасета, Монжуик домакинства за тазгодишната Голяма награда на Испания. Четвъртъчната сесия не се състоя поради спор между организаторите и конструкторите, след като последните не са достатъчно възнаградени за трите състезателни дни. Повечето отбори пускат в употреба новите си болиди, заради новите правила за безопасност на болидите, като Ферари и Брабам пенсионират старите си болиди, а БРМ са с Е модификация на P160. Жан-Пиер Жарие отсъства за отбора на Марч и заводския екип вместо да пропусне това състезание, назначи Анри Пескароло да кара за тях, докато Жарие е зает с ангажиментите си за Формула 2. След като пропусна първите три състезания, Греъм Хил се завръща в колоната, карайки болид на Шадоу оцветен с цветовете на британската цигарена компания Ембаси.

### Квалификация
Характеристиката на Монжуик е голяма положителна за Рони Петерсон, който взе пола със седем десети пред времето на втория Дени Хълм. Франсоа Север изпревари съотборника си от Тирел, Джеки Стюарт за трета позиция, докато Питър Ревсън и Джаки Икс окупират трета редица. Емерсон Фитипалди е на разочороващата седма позиция, пред Клей Регацони, Майк Хейлууд, Жан-Пиер Белтоаз и Ники Лауда.

### Състезание
Повреда в двигателя на неговия Съртис принуди Хейлууд да започне състезанието от боксовете, докато Петерсон запази пола си, повеждайки към първия завой. Стюарт успя да изпревари Макларън-а на Хълм за второ място след три обиколки, докато Е. Фитипалди изпревари Белтоаз за пето. Зад тях се образува група водена от Лауда заедно с Ревсън, Карлос Ройтеман, Икс, Регацони и Джордж Фолмър.
Скоро и БРМ-ите на австриеца и швейцареца и Ферари-то на белгиеца са изпреварени от Ревсън, Ройтеман и Фолмър като за Лауда и Регацони причината е прегряване на гумите Файърстоун, което принуди двамата да спрат в бокса съответно в 12-а и 16-а обиколка за разлика от Белтоаз, който пази гумите си с умерена скорост. Карлос Паче претърпя поредното си отпадане с повреда с полуоската, докато старият Брабам, пилотиран от назначения от британския отбор, Андреа де Адамич катастрофира, след повреда в задната част на болида, причинила една от задните гуми да се откачи.
С преполовяването на 18-а обиколка Петерсон води комфортно пред Стюарт, увеличавайки преднината си благодарение на трафика, докато третото място на Хълм скоро стана притежание на Север, след като предишния е принуден да спре в бокса заради загуба на баланс върху гумите. Скоро и Север също спря в бокса, пращайки Фитипалди на трета позиция пред Ревсън, Ройтеман, Икс и Фолмър. Джаки Оливър и Греъм Хил също напускат с терминални повреди по техните болиди, а отчаяният опит на Хейлууд да си върне загубените си позиции се оказа напразно, след теч в маслото. Проблемите на БРМ продължават след като Регацони спря за втори път за смяна на гуми, докато Лауда се отказа след 28-ата обиколка. Спирачките на Икс отказаха в 36-а обиколка и белгиеца се озова в края на колоната, след дълго спиране в бокса, докато Ревсън загуби позицията си от Ройтеман поради разцепване на единия ауспух.
Хълм е следващия който влезе в бокса – този път заради спукана гума, докато големи драми не настъпиха за разлика от Север, който се добра до осма позиция. Икс се върна на трасето, но с шест обиколки зад водача. След това в 48-ата обиколка, Стюарт напусна състезанието поради повреда в задвижващия вал на своя Тирел. Големият печеливш се оказа Фитипалди, който вече се намира зад съотборника си Петерсон. Така очертаващата се двойна победа за „Лотус“ не се състои, след като Петерсон паркира болида си с повреда по скоростната кутия.
Ройтеман започва да печели от преднината на Фитипалди и в 65-а обиколка, аржентинеца прихвана Лотус-а. Неочаквано обаче един от възлите в полуоската на Брабам-а се откачи и Ройтеман отпадна девет обиколки до финала. Фитипалди също има проблем, но преднината му между бразилеца и втория Север, който изпревари Шадоу-а на Фолмър е цяла обиколка до финала.
Въпреки че загуби второто място от притискащия до пълна газ Тирел на Франсоа, третото място на Фолмър се оказа окуражителен за американския отбор в своя първи сезон във Формула 1, макар че Джордж е нападнат от французина, защото американеца не сдаде позицията си твърде лесно. Спукването на една от цилиндричните главини на своя Косуърт, не причини огромни проблеми на Ревсън да финишира зад сънародника си, докато Белтоаз пресече финала пети, пред Хълм. Новозеландецът отне шанса на Майк Бютлър да спечели първите си точки, след като частния Марч се намира близо до топ 6 в последните няколко тура.

## Класиране
| Поз | No | Пилот             | Конструктор      | Обиколки | Време/Отпадане | Място | Точки |
| --- | -- | ----------------- | ---------------- | -------- | -------------- | ----- | ----- |
| 1   | 1  | Емерсон Фитипалди | Лотус-Форд       | 75       | 1:48:18.7      | 7     | 9     |
| 2   | 4  | Франсоа Север     | Тирел-Форд       | 75       | + 42.7         | 3     | 6     |
| 3   | 20 | Джордж Фолмър     | Шадоу-Форд       | 75       | + 1:13.1       | 14    | 4     |
| 4   | 6  | Питър Ревсън      | Макларън-Форд    | 74       | +1 Об.         | 5     | 3     |
| 5   | 15 | Жан-Пиер Белтоаз  | БРМ              | 74       | +1 Об.         | 10    | 2     |
| 6   | 5  | Дени Хълм         | Макларън-Форд    | 74       | +1 Об.         | 2     | 1     |
| 7   | 12 | Майк Бютлър       | Марч-Форд        | 74       | +1 Об.         | 19    |       |
| 8   | 11 | Анри Пескароло    | Марч-Форд        | 73       | +2 Об.         | 18    |       |
| 9   | 14 | Клей Регацони     | БРМ              | 69       | +6 Об.         | 8     |       |
| 10  | 17 | Уилсън Фитипалди  | Брабам-Форд      | 69       | +6 Об.         | 12    |       |
| 11  | 24 | Нани Гали         | Исо Малборо-Форд | 69       | +6 Об.         | 20    |       |
| 12  | 7  | Джеки Икс         | Ферари           | 69       | +6 Об.         | 6     |       |
| Отп | 18 | Карлос Ройтеман   | Брабам-Форд      | 66       | Полуоска       | 15    |       |
| Отп | 23 | Хоудън Гънли      | Исо Малборо-Форд | 63       | Без гориво     | 21    |       |
| Отп | 2  | Рони Петерсон     | Лотус-Форд       | 56       | Ск.кутия       | 1     |       |
| Отп | 3  | Джеки Стюърт      | Тирел-Форд       | 47       | Спирачки       | 4     |       |
| Отп | 16 | Ники Лауда        | БРМ              | 28       | Гума           | 11    |       |
| Отп | 25 | Греъм Хил         | Шадоу-Форд       | 27       | Спирачки       | 22    |       |
| Отп | 9  | Майк Хейлууд      | Съртис-Форд      | 25       | Теч-масло      | 9     |       |
| Отп | 19 | Джаки Оливър      | Шадоу-Форд       | 23       | Двигател       | 13    |       |
| Отп | 21 | Андреа де Адамич  | Брабам-Форд      | 17       | Крило          | 17    |       |
| Отп | 10 | Карлос Паче       | Съртис-Форд      | 13       | Полуоска       | 16    |       |

## Класиране след състезанието
| Поз | Пилот             | Точки |
| --- | ----------------- | ----- |
| 1   | Емерсон Фитипалди | 31    |
| 2   | Джеки Стюърт      | 19    |
| 3   | Франсоа Север     | 12    |
| 4   | Питър Ревсън      | 9     |
| 5   | Дени Хълм         | 9     |
| 6   | Артуро Мерцарио   | 6     |
| 7   | Джордж Фолмър     | 5     |
| 8   | Джаки Икс         | 5     |

| Поз | Конструктор   | Точки |
| --- | ------------- | ----- |
| 1   | Лотус-Форд    | 31    |
| 2   | Тирел-Форд    | 27    |
| 3   | Макларън-Форд | 15    |
| 4   | Ферари        | 9     |
| 5   | Шадоу-Форд    | 5     |
| 6   | БРМ           | 3     |
| 7   | Брабам-Форд   | 1     |